# Pascha Johann Friedrich Weitsch
Johann Friedrich Weitsch, född den 16 oktober 1723 i Hessendamm, död den 6 augusti 1803 i Salzdahlum, var en tysk målare, vanligen kallad Pascha Weitsch. Han var far till Friedrich Georg Weitsch.
Weitsch blev först soldat och sergeant, men övergick till målning, då hans överste rent av befallde honom att, sedan han visat anlag för teckning, kopiera några landskap, vilket lyckades så väl, att han ägnade sig åt konsten. Han blev sedan porslinsmålare, men försökte sig även på oljemålning, varvid han mest utförde landskap, stadsvyer och skog med kreatur.